# 怪しい少年少女博物館
怪しい少年少女博物館（あやしいしょうねんしょうじょはくぶつかん）は、静岡県伊東市にある、レトロテーマパークの一つである。

全景

## 概要
データハウスの社長を務める鵜野義嗣が設立した私設博物館である。
シルクハットをかぶった怪盗風の顔を付けた、巨大なペンギン人形が、外からの目印になっている。
熱海市にあった「熱海博物館村・ふしぎな町一丁目」閉館にともない、展示物の一部を閉館したペンギン博物館に移してオープンした（尚、目印のペンギン人形はペンギン博物館時から存在するもので、当時は普通のペンギンであった）。
入場料は大人1100円（小中学生は600円）で、入場するとレトロに関する物が、説明をよそに所せましと敷き詰められている。「怪しい」と冠している通り、一種カルトやサブカルチャーな雰囲気に浸っている点が、大きな特徴であり、常時一定数の入場客がいる人気を保っている。当館の広報部によると、「昭和の風俗・ファッション」の展示がメインの博物館としている。2階には空山基が手掛けた作品も数多く展示している。
博物館の一番奥の別棟にはお化け屋敷があるが、入場者が接近すると、センサーによって比較的複雑なからくりが動くなど、凝った作りになっている。

## 展示
1階
- 昭和のファッション展示

主に昭和の日本人のファッションと風俗についての展示。
- 懐かしのレトロおもちゃ

昭和の香りがあふれるおもちゃやアイドルポスターなどを展示。
2階
- アーティスト

空山基や韮沢靖、竹谷隆之の作品を展示。精巧なフィギュアなどを展示。
- 怪奇の世界

オカルトの世界で、呪われた人形が多数あるとされている。
別棟
- あやしい「夜の学校」

おばけ屋敷風の仕掛け空間。

## アクセス
- 静岡県伊東市富戸街道下1029-64
  - 伊豆急行線城ヶ崎海岸駅から徒歩15分
  - 東海バス「池入口」下車すぐ